# کلیسای سنت نیکولاس
کلیسای سنت نیکولاس از کلیساهای مسیحیان ایران وابسته به مذهب کلیسای ارتدکس شرقی روسیه و روس‌های ایران می‌باشد.
کلیسای سنت نیکولاس از کلیساهای تهران که در دهه ۱۹۴۰ میلادی توسط مهاجرین روسی در دوران پهلوی بنا شده‌است، در دورانی پس از انقلاب اسلامی کلیسا به صورت تعطیل درآمده‌بود که در سال ۱۹۹۵ میلادی دوباره فعال گشت و اسقفی از مسکو اعزام شد، امروزه در مراسم خاص مسیحیان تابع کلیسای ارتدکس شرقی در ایران که نزدیک به ۱۰۰ نفر حضور می‌یابند، جماعت کلیسای محلی و کارکنان ادارات دیپلماتیک از کشورهای اسلاو شرکت می‌کنند.